# Chanieti
Chanieti (en georgiano: ჭანიეთი) es un pueblo de Georgia ubicado en el centro de la región de Guria, siendo parte del municipio de Ozurgueti. 

## Geografía
Chanieti se encuentra a orillas del río Choloki, a 7 km de Ozurgueti. 

## Historia
Chanieti rara vez se menciona por separado de Lijauri en fuentes históricas. En 1929-30, Chanieti se separó de la comunidad de Lijauri y creó un consejo de aldea separado. En tiempos soviéticos comenzó el cultivo del té y el 14 de mayo de 1958, en las granjas colectivas de Laituri y Lijauri en Chanieti, se probó simultáneamente por primera vez una máquina recolectora de té.

## Demografía
La evolución demográfica de Chanieti entre 1908 y 2014 fue la siguiente:
| 651                                             | 521 | 489 |
| (Fuente: Population of Georgia in Soviet times) |     |     |

Según el censo de 2014, los georgianos constituían el 98,8% de la población y los armenios, el 1%.

## Economía
En Chanieti, así como en otros pueblos de la región de Guria, la economía se limita a la agricultura. Actualmente, los cultivos habituales en el pueblo son nueces, mandarinas, kiwi y maíz.

## Infraestructura

### Educación
Hay una escuela pública y una guardería en el pueblo..

## Personas destacadas
- Giorgi Jachapuridze (1892-1957): historiador georgiano, miembro de la Academia de Ciencias de la URSS (1939).